# Ann (Q65)
"Ann" is een nummer van de Nederlandse band Q65. Het kwam niet uit op een regulier studioalbum van de groep, maar in 1966 verscheen het op de B-kant van de single "I Despise You". In 1968 kwam het nogmaals uit als losstaande single.

## Achtergrond
"Ann" is geschreven door gitarist Frank Nuyens, drummer Jay Baar en zanger Wim Bieler. Het verscheen oorspronkelijk als B-kant van de single "I Despise You". Desondanks werd het op de radio meer gedraaid dan de A-kant. Het was bedoeld als persiflage op "Junge, komm bald wieder" van Freddy Quinn. Bassist Peter Vink vertelde hierover in een interview: "Nadat we [dat nummer] hadden gehoord, hebben we "Ann", oftewel Annie, geschreven. Annie is de moeder van Jay [Baar] en tevens de naam van de woonboot waar we repeteerden. Een geintje, een leuke B-kant vonden wij. Voor een ruige, heavy band als de Q was het puur verraad geweest om zo'n zoetgevooisd nummer op single uit te brengen. Diskjockeys en platenmensen dachten daar anders over, maar wij hebben onze poot stijf gehouden en "I Despise You" op de A-kant gezet." De piano op het nummer werd gespeeld door Baar.
Als B-kant van "I Despise You" kwam "Ann" in Nederland tot de negentiende plaats in de Top 40 en de zeventiende plaats in de Parool Top 20. Toen het in 1968 als losse single werd uitgebracht met "Sour Wine" op de B-kant, wist het geen hitlijsten te halen. In 1980 werd een nieuwe versie van het nummer opgenomen naar aanleiding van een concert waarbij diverse nederbietgroepen optreden, maar deze versie wordt niet uitgebracht nadat Joost den Draayer de groep geen contract aanbood. Pas in 1988 kwam "Ann" uit op een album; dit was op de cd-uitgave van het debuutalbum Revolution.

## Hitnoteringen
De hitparadenoteringen zijn afkomstig van de single "I Despise You"/"Ann".

### Nederlandse Top 40
| Hitnotering: 29-10-1966 t/m 10-12-1966 | Hitnotering: 29-10-1966 t/m 10-12-1966 | Hitnotering: 29-10-1966 t/m 10-12-1966 | Hitnotering: 29-10-1966 t/m 10-12-1966 | Hitnotering: 29-10-1966 t/m 10-12-1966 | Hitnotering: 29-10-1966 t/m 10-12-1966 | Hitnotering: 29-10-1966 t/m 10-12-1966 | Hitnotering: 29-10-1966 t/m 10-12-1966 | Hitnotering: 29-10-1966 t/m 10-12-1966 |
| Week                                   | 1                                      | 2                                      | 3                                      | 4                                      | 5                                      | 6                                      | 7                                      |                                        |
| -------------------------------------- | -------------------------------------- | -------------------------------------- | -------------------------------------- | -------------------------------------- | -------------------------------------- | -------------------------------------- | -------------------------------------- | -------------------------------------- |
| Positie                                | 28                                     | 20                                     | 19                                     | 23                                     | 30                                     | 32                                     | 34                                     | uit                                    |

### Parool Top 20
| Hitnotering: 19-11-1966 t/m 26-11-1966 | Hitnotering: 19-11-1966 t/m 26-11-1966 | Hitnotering: 19-11-1966 t/m 26-11-1966 | Hitnotering: 19-11-1966 t/m 26-11-1966 |
| Week                                   | 1                                      | 2                                      |                                        |
| -------------------------------------- | -------------------------------------- | -------------------------------------- | -------------------------------------- |
| Positie                                | 20                                     | 17                                     | uit                                    |

### NPO Radio 2 Top 2000
| Nummer met noteringen in de NPO Radio 2 Top 2000 | '05  | '06 | '07 | '08  | '09 | '10 | '11 | '12  | '13  | '14  | '15  | '16  |
| ------------------------------------------------ | ---- | --- | --- | ---- | --- | --- | --- | ---- | ---- | ---- | ---- | ---- |
| Ann                                              | 1200 | 771 | 914 | 1305 | 854 | 902 | 977 | 1316 | 1476 | 1645 | 1801 | 1983 |

1. ↑  Een vetgedrukt getal geeft de hoogste notering aan.
2. ↑  2005 was het eerste jaar met een notering voor dit nummer.
3. ↑  Deze tabel is bijgewerkt tot en met de laatste editie (2024).

### Evergreen Top 1000
| Evergreen Top 1000 "Ann" | Evergreen Top 1000 "Ann" | Evergreen Top 1000 "Ann" | Evergreen Top 1000 "Ann" | Evergreen Top 1000 "Ann" | Evergreen Top 1000 "Ann" | Evergreen Top 1000 "Ann" | Evergreen Top 1000 "Ann" | Evergreen Top 1000 "Ann" | Evergreen Top 1000 "Ann" | Evergreen Top 1000 "Ann" | Evergreen Top 1000 "Ann" | Evergreen Top 1000 "Ann" | Evergreen Top 1000 "Ann" | Evergreen Top 1000 "Ann" | Evergreen Top 1000 "Ann" | Evergreen Top 1000 "Ann" |
| Jaar                     | 2008                     | 2009                     | 2010                     | 2011                     | 2012                     | 2013                     | 2014                     | 2015                     | 2016                     | 2017                     | 2018                     | 2019                     | 2020                     | 2021                     | 2022                     | 2023                     |
| ------------------------ | ------------------------ | ------------------------ | ------------------------ | ------------------------ | ------------------------ | ------------------------ | ------------------------ | ------------------------ | ------------------------ | ------------------------ | ------------------------ | ------------------------ | ------------------------ | ------------------------ | ------------------------ | ------------------------ |
| Positie                  | -                        | -                        | -                        | -                        | -                        | -                        | 51                       | 39                       | 63                       | 46                       | 99                       | 74                       | 148                      | 170                      | 187                      | 161                      |